# Campanha de Goliad
A Campanha de Goliad refere-se a uma série de batalhas que ocorreram em 1836 como parte da Revolução do Texas, que levou ao massacre de Goliad. Tropas do exército do México derrotaram as forças texanas em diversos confrontos e, eventualmente, massacraram muitos dos seus prisioneiros de guerra, espalhando a indignação e o ressentimento e medo entre a população jovem da República do Texas e no exterior.

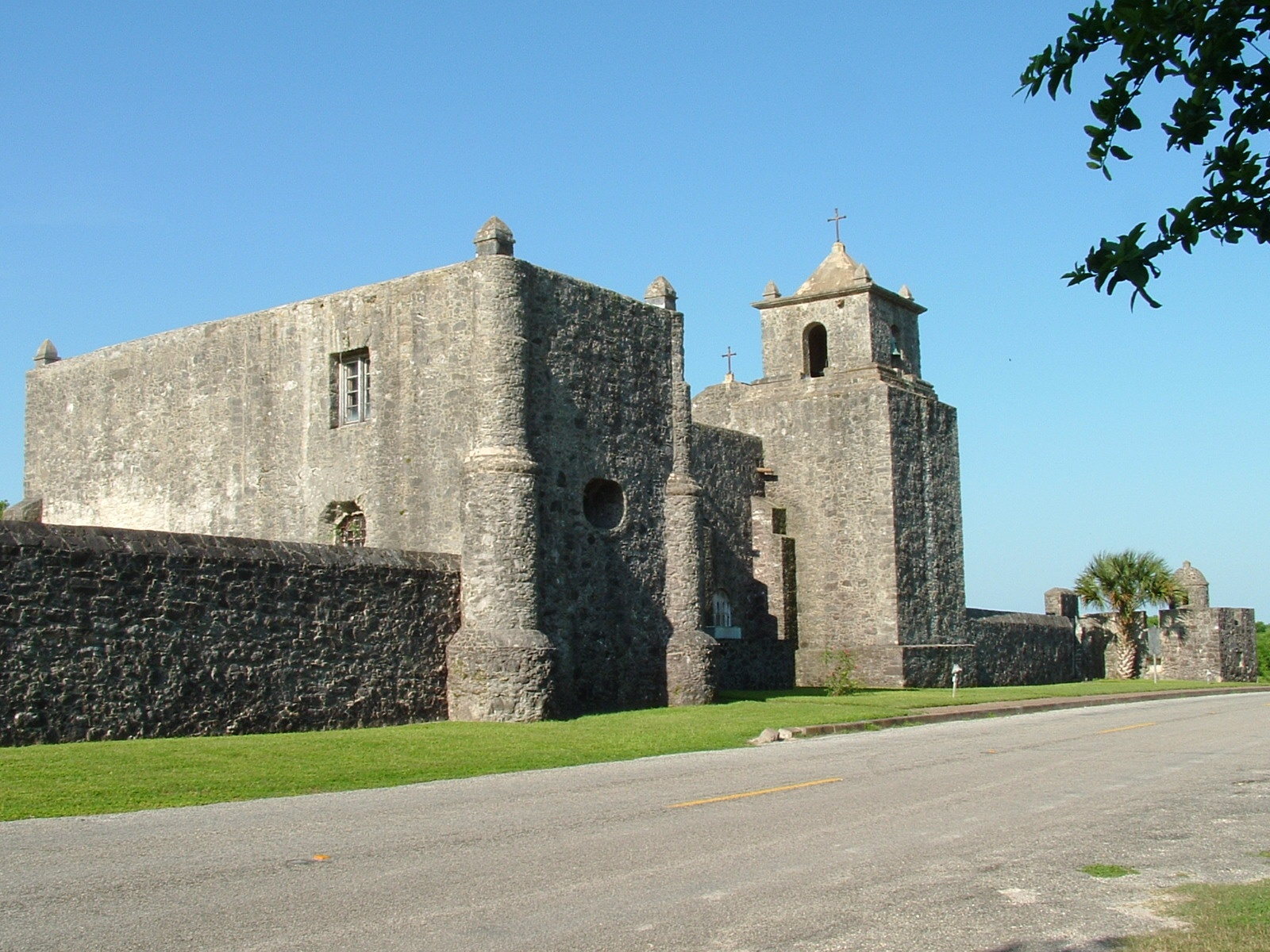
Presidio La Bahía em Goliad, Texas.

## Acontecimento
Em 1835, cerca de 30.000 norte-americanos, a maioria dos estados do sul, tinha emigrado para a província mexicana do Texas. A província tinha sido aberta aos imigrantes católicos americanos (México, como a Espanha, viu a religião como parte integrante da cidadania) quando o México tornou-se independente da Espanha em 1821. México se tornou uma república federal, como os Estados Unidos, em 1824, e na província de Texas se juntou com o estado de Coahuila, em 1827.
Muitos no Texas estavam trabalhando para conseguir que o governo federal mexicano reconhecer o Texas como um estado separado no México. Eles queriam a sua própria legislatura e governo local. Alguns desses colonizadores trouxeram escravos com eles para trabalhar nas fazendas e campos de algodão expansivas (cerca de 5.000 escravos até 1835). Quando o México aboliu a escravidão, um delegado Tejano para a legislatura em Saltillo foi uma lei aprovada permitindo que os titulares de escravos Texas a ser isentos da lei. Como resultado, a economia floresceu a cultura do algodão no Texas.
Como o México afundou na ditadura do general Antonio López de Santa Anna, e a República Federal e a constituição de 1824 foram abolidos, muitos texanos juntaram-se em uma rebelião contra a centralização do poder do governo em Antonio López. Alguns queriam um retorno ao federalismo e a restauração da Constituição de 1824. Outros queriam a independência do Texas. Ainda outros queriam Texas para se juntar aos Estados Unidos. Quando o conflito começou em 1835, os colonos passaram a aproveitar as cidades e fortalezas-chave, incluindo o Alamo em San Antonio e o Presidio La Bahía, na cidade de Goliad.

## Texanos
Em Goliad, o coronel James Fannin comandou a força texano de cerca de 500 soldados treinados e milícias. Fannin tinha escolhido para manter suas tropas no Goliad principalmente porque ele tinha um forte, a partir do qual ele acreditava que seria mais fácil do que lutar em campo aberto. Fannin também acreditava que por Goliad ocupada, ele poderia impedir o comandante mexicano Antonio López de Santa Anna de entregar suprimentos a partir do Golfo do México, mas Fannin foi chamado para ajudar o coronel William Barret Travis em Alamo. Em 26 de fevereiro de 1836, ele tentou marchar para San Antonio, mas voltou ao Rio San Antonio por causa da incapacidade para viajar com a artilharia e armas. Enquanto isso, as forças mexicanas sob o general José de Urrea foram rapidamente atinginda em Goliad, e eles derrotaram três forças texanas na Batalha de San Patricio em 27 de fevereiro, a Batalha de Agua Dulce em 2 de março, e a Batalha de Refugio em 12 de março.
Note-se no McTennal história familiar (McTennell) que um dos homens de Fannin, um texano que vai pelo nome de Samuel (Sampson) McTennell, foi enviado de Goliad por Fannin para retirar mulheres e crianças para a segurança, tornando-se um dos poucos das tropas de Fannin, que escapou do massacre de Goliad.

## Batalha de Refugio
Fannin enviou o Capitão Amon Butler King em uma missão a Refugio em 11 de março, para remover várias famílias não-combatentes para fora do caminho do exército de Urrea. Em 13 de março, o King estava cercado por elementos do exército mexicano e enviou um pedido de ajuda para Fannin, que enviou o tenente-coronel William Ward e do Batalhão de Georgia para reforçar a ele. Urrea, entretanto, ouviu falar de sua presença e marchou com 300 tropas mexicanas para Refugio, na esperança de ultrapassar os texanos. Em 14 de março, Ward defendeu sua posição na Missão Refugio, enquanto os homens do King lutaram a partir de um grupo de árvores. Os dois lados se enfrentaram e lutaram até o anoitecer com os soldados de Urrea sofrendo pesadas baixas, quando o coronel Ward recebeu a notícia de Fannin ao encontro de Victoria. Naquela noite, o King levou seus homens em uma tentativa de fuga independente. Eles foram surpreendidos e se renderam por falta de munições. O capitão King e todos, exceto um homem foram executados em curto espaço de tempo.
Ward do Batalhão de Geórgia tentou escapar de Victoria, onde espera-se que a ligação com o equilíbrio da ordem de Fannin. Depois de perambular na pradaria costeira durante vários dias, o Batalhão de Georgia chegou a Victoria, apenas para encontrá-lo na posse do exército mexicano. Em seguida, dirigiu-se para Lavaca Bay, onde eles iriam acabar cercados. Com poucas munições e suprimentos, sem esperança de resgate, a maioria dos homens de Ward votou para se render-se em boas condições. Só então eles foram informados que o coronel Fannin e seus homens já se renderam após a Batalha de Coleto. Eles foram levados de volta para Goliad para enfrentar o mesmo destino que o resto do comando de Fannin.

## Retirada de Fannin e da Batalha de Coleto
Fannin foi ordenado pelo general Sam Houston em 11 de março de 1836, a abandonar Goliad e retirar-se para o Rio Guadalupe perto de Victoria. No entanto, ele tinha enviado a maioria de seus carroças e cavalos com Ward para Refugio e não tinha cavalaria. Ele enviou mensageiros para Ward, mas a maioria deles foram interceptados pela cavalaria de Urrea. Fannin esperava retirar-se para Victoria, mas ele hesitou por vários dias. Urrea, por sua vez, enviou a cavalaria para cercar e isolar Goliad. Ele ligou-se com várias outras unidades de infantaria mexicana, elevando o número total de tropas mexicanas na área para 1500.

### Coleto
Em 18 de março, batedores de Urrea estava vendo Goliad. Não até a manhã de 19 de março que Fannin finalmente começou sua retirada a partir de Goliad. Sobrecarregados com canhões e 500 armas extras, Fannin queimou seus suprimentos extras na tentativa de aliviar a carga. Os texanos tinham viajado apenas 10 km do seu forte quando, em 19 de março, o exército mexicano encontrou os texanos em uma pradaria aberta. Os texanos estavam a menos de 1,6 km da segurança da linha das árvores de Coleto. Naquela tarde, a cavalaria de Urrea cercou os texanos. Depois de várias horas de luta, os mexicanos sofreram cerca de 200 baixas e os texanos nove mortos e cerca de sessenta feridos. Combate foi interrompido naquele dia a noite. Fannin poderia ter provavelmente cortou seu caminho para a segurança, mas ele recusou-se a abandonar os feridos. Na manhã seguinte, vendo Urrea receber mais 100 homens e mais três peças de artilharia, Fannin concordou em se render. Fannin se reuniram para discutir um acordo com o coronel Juan José Holzinger ("Holsinger"). Fannin não sabia que general Antonio López tinha decretado a execução de todos os rebeldes. General Urrea negociou rendição "à disposição do Governo Supremo do México", falsamente afirmando que nenhum prisioneiro dado a essas condições tinha perdido a vida.

## O massacre
Os texanos foram levados de volta para Goliad e mantidos como prisioneiros em Fort Defiance, cada um acreditando que eles estavam indo para ser posto em liberdade em questão de semanas. Sabendo o destino provável dos prisioneiros, General Urrea partiu Goliad, deixando o comando para o coronel Jose Nicolas de la Portilla, e mais tarde escrevendo para Antonio López para pedir clemência para os texanos. Urrea escreveu em seu diário que ele "... queria iludir essas ordens, tanto quanto possível, sem comprometer a minha responsabilidade pessoal." Em 26 de março de 1836, 19:00 h, Portilla recebeu ordens de Antonio López, em triplicado, para executar os prisioneiros. Por volta das 08:00 no domingo, 27 de março de 1836, o coronel Portilla teve o representado de 342 texanos marcharam de Fort Defiance em três colunas no Bexar Road, San Patricio Road, e a Victoria Road.
Uma vez que as colunas atingiram a sua localização escolhida, os soldados mexicanos formados em duas fileiras de um lado dos cativos. Os texanos foram, em seguida, executados a queima-roupa, apenas algumas centenas de metros do forte. Os feridos e moribundos foram, então, agredidos e esfaqueados. Aqueles que sobreviveram à saraivada inicial foram atropelado pela cavalaria mexicana. Os homens de Fannin feridos na Batalha de Coleto foram baleados ou esfaqueados com baionetas onde estavam, dentro do presidio. O coronel Fannin foi o último a ser executado, depois de ver seus homens assassinados. Ele foi levado por soldados mexicanos para o pátio localizado em frente da capela ao longo da parede norte, com os olhos vendados, e sentado em uma cadeira devido à sua perna ferida recebeu na batalha. Antes de sua execução, ele fez três pedidos. Ele pediu para os seus bens pessoais para serem enviados para a sua família, a ser fuzilado em seu coração e não na cabeça, e ser dado um enterro de cristão. Os soldados roubaram seus pertences, atiraram na cabeça, e queimaram o corpo de Fannin, juntamente com os outros texanos que morreram naquele dia.
Vinte e oito texanos conseguiram escapar fingindo a morte e outros meios. Três sobreviventes conhecidos fugiram para o exército de Houston e participaram da Batalha de San Jacinto. Em algumas contas do Massacre de Goliad, uma mulher mexicana, Francisca (Francita, Panchita ou Pancheta) Alavez, por vezes referido por outros nomes (Alvarez ou Alavesco), resgatou cerca de 20 soldados texanos e tornou-se conhecido como "O Anjo da Goliad". Outras pessoas conhecidas por terem resgatado alguns presos foram: Juan Holzinger (salvou dois texanos alemães capturados entre os homens do capitão Amon B. King e no Victoria ele salvou vinte e seis texanos do tenente-coronel William Ward, alegando precisar deles para o transporte de canhões em todo o Rio San Antonio), Coronel Garay, padre Maloney (também conhecido como Molloy), a esposa de Urrea e uma menina sem nome.

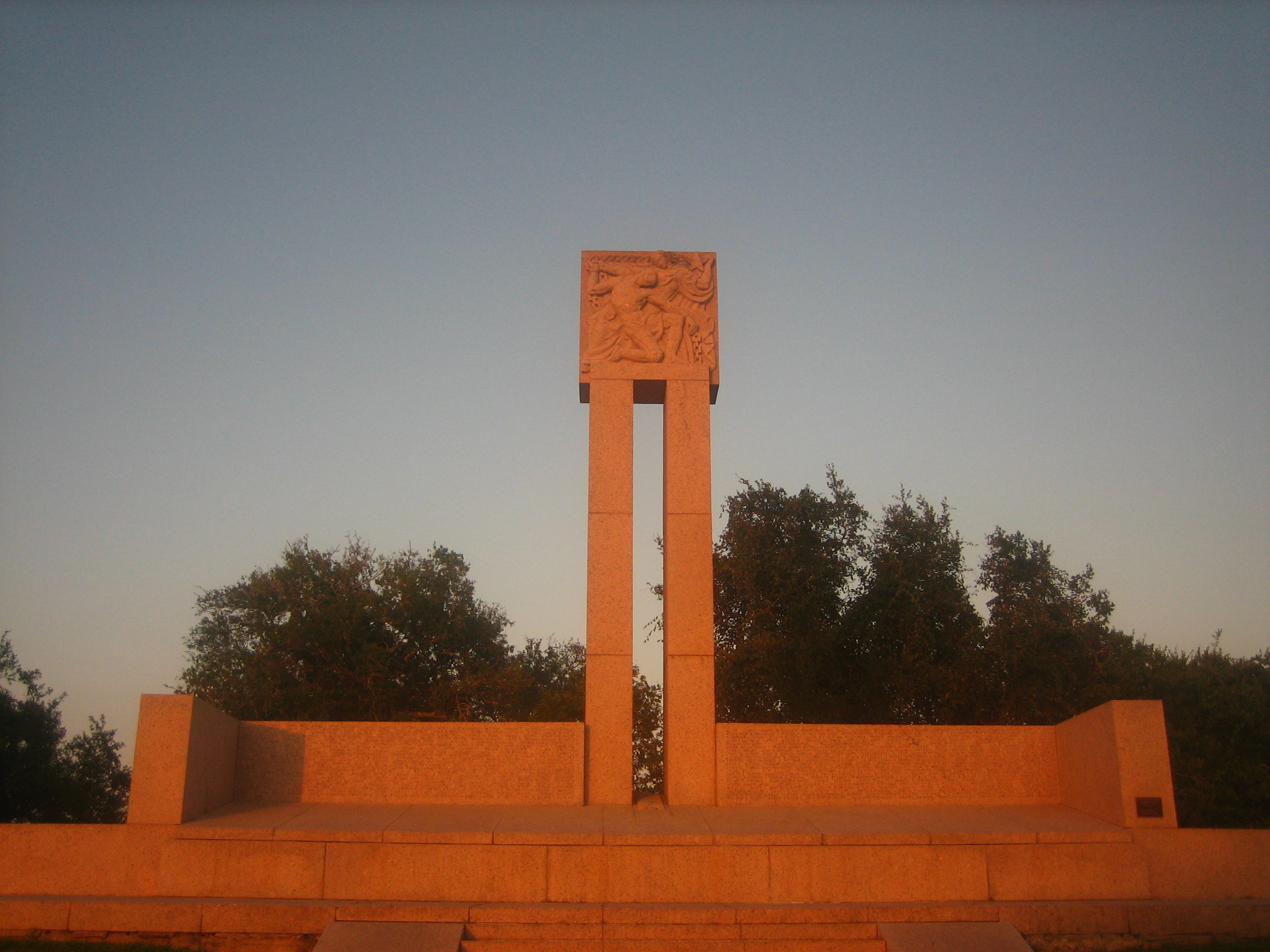
O monumento Fannin homenageia as vítimas do massacre cometido pelo México de 342 texanos executados, que foi prometido passagem segura sobre se render-se.

## Relato escrito
Um sobrevivente do massacre, um jovem alemão chamado Herman Ehrenberg, escreveu um relato dos assassinatos em 3 de dezembro de 1853. Ele disse que os prisioneiros do Texas e voluntários americanos eram cerca de 400, enquanto os sequestradores mexicanos somaram 700, além da cavalaria e pequenos grupos de soldados mexicanos que viu reunidos na pradaria. Ele descreveu o massacre:
"Ajoelhe-se!" Agora, e bem um soco dos lábios do comandante mexicano. Ninguém se mexeu. Poucos de nós entenderam a ordem, e aqueles que não obedecessem. Os soldados mexicanos que se situou em cerca de três passos de nós, atontaram seus mosquetes em nossos peitos. Mesmo assim, dificilmente poderíamos acreditar que eles queriam nos matar, para se tivéssemos devemos certamente se apressaram em frente no nosso desespero, e desarmado que estávamos, alguns dos nossos assassinos teriam encontraram a morte em nossas mãos.

O som de uma segunda rajada, de uma direção diferente do que o primeiro só então chegou a nossos ouvidos, e foi seguido por um grito confuso, como se aqueles a quem tinha sido destinada, não teve imediatamente todos foram mortos. Uma nuvem espessa de fumaça se levantou das margens do Rio San Antonio. O sangue do meu tenente estava em minhas roupas, e em torno de mim colocaram meus amigos convulsionado em sua última agonia. Eu não vi nada mais. Me ileso, eu saltei para cima e, escondido pela fumaça espessa, fugi ao longo da cerca em direção ao rio, o barulho da água era o meu guia.

Por que eu fui, o rio rolou a meus pés, a gritar e gritar para trás. "Texas para sempre!" E, sem um momento de hesitação, eu mergulhei na água. As balas assobiavam em volta de mim como eu nadava devagar e cansado para o outro lado, mas nenhum me feriu. Enquanto essas cenas horríveis estavam ocorrendo nas pradarias, o coronel Fannin e seus companheiros feridos foram baleados e esfaqueados com baionetas em Goliad, apenas Dr. Shackleford e alguns auxiliares hospitalares têm suas vidas poupadas, a fim de que eles possam cuidar dos mexicanos feridos.
Outro relato escrito pode ser encontrado em Early Times in Texas (forma serial, 1868-1871; livro, 1892) por John Crittenden Duval.

## Outras leituras
- Brands, H.W. (2005), Lone Star Nation: The Epic Story of the Battle for Texas Independence, 1835, ISBN 1-4000-3070-6, New York: Random House, Inc.
- Davis, William C., Lone Star Rising: The Revolutionary Birth of the Texas Republic, Free Press (2004) ISBN 0-684-86510-6
- del la Teja, Jesus (1991), A Revolution Remembered: The Memoirs and Selected Correspondence of Juan N. Seguin, ISBN 0-938349-68-6, Austin, TX: State House Press
- Edmondson, J.R. (2000), The Alamo Story-From History to Current Conflicts, ISBN 1-55622-678-0, Plano, TX: Republic of Texas Press
- Peterson, Dorothy Burns (1995), Daughters of Republic of Texas: patriot ancestor album, volume 1, ISBN 1563112140, Paducah, Ky.: Turner Publishing Company